# Université du Prince de Songkla
L'université du Prince de Songkla (en thaï : มหาวิทยาลัยสงขลานครินทร์ ; en anglais : Prince of Songkla University ou PSU) est une université publique thaïlandaise située à Hat Yai.

## Source
- (en) Cet article est partiellement ou en totalité issu de l’article de Wikipédia en anglais intitulé « Prince of Songkla University » (voir la liste des auteurs).